# Nu1 Lupi
Nu1 Lupi (86 Lupi) é uma estrela na direção da constelação de Lupus. Possui uma ascensão reta de 15h 22m 08.39s e uma declinação de −47° 55′ 38.9″. Sua magnitude aparente é igual a 4.99. Considerando sua distância de 111 anos-luz em relação à Terra, sua magnitude absoluta é igual a 2.32. Pertence à classe espectral F8V.